# الغزو المغولي الأول لبولندا
بلغ الغزو المغولي لبولندا -الذي بدأ من أواخر عام 1240 حتى عام 1241- ذروته في معركة لغنيتسا، حيث هزم المغول تحالفًا شمل القوات البولندية مع حلفائهم بقيادة دوق سيليزيا هنري الثاني. كان هدف الغزو الأول لبولندا تأمين الجناح الخاص بالجيش المغولي الرئيسي الذي يهاجم مملكة المجر، إذ قام المغول بتحييد أي مساعدة محتملة للملك بيلا الرابع يمكن أن يوفرها البولنديون.

## خلفية
غزا المغول أوروبا بثلاثة جيوش. كُلف أحد الجيوش الثلاثة بمناوشة القوات البولندية، قبل الانضمام إلى القوة المغولية الرئيسية التي تغزو المجر. أراد الجنرال المغولي سوبوتاي حماية جناحه من القوات البولندية خلال غزو المجر، ولذلك كان هدف المغول استخدام فرقة صغيرة لمنع البولنديين من تقديم أي مساعدة للمجر. بدأت هذه القوات بقيادة بيدار وكادان وأوردا خان عمليات الاستطلاع في أواخر عام 1240، وعلى الرغم من أن أهداف المغول كانت محدودة وقواتهم كانت متواضعة نسبيًا، إلا أنهم أبادوا جميع القوات البولندية، واضطر الجيش البولندي للدفاع عن بولندا بدلًا من مساعدة المجر المحاصرة.

## الغزو
تميز الغزو المغولي بالسرعة والمراوغة. كان مجموع القوات البولندية أكبر بكثير من الفرقتين المغوليتين اللتين تكونتا من 12000 – 20000 جندي. هاجمت القوات المغولية من عدة محاور قبل أن تتمكن الجيوش البولندية من الاندماج في قوة واحدة موحدة، وهكذا تمكن المغول من هزيمة الجيوش البولندية المجزأة في عدة معارك منفصلة لأن هذه الجيوش كانت تحتاج إلى مزيد من الوقت لتنظيم صفوفها.
قامت فرق التومين المغولية التي غزت فولوديمير-فولينسكيي في روس الكييفية بالتوجه نحو بولندا فاحتلت لوبلين أولًا، ثم حاصرت ساندومش التي سقطت في 13 فبراير، ثم انقسمت القوات المغولية، فاجتاحت قوات أوردا وسط بولندا، ثم انتقل إلى فالبوس وإلى الشمال حتى ونجتسا ثم عاد ليتجه جنوبًا إلى شيراتس وفروتسواف. اجتاحت القوات المغولية المتبقية بقيادة بايدر وكادان الجزء الجنوبي من بولندا ثم انتقلوا إلى شميلنيك وكراكوف وأوبولي وأخيرًا لغنيتسا، قبل أن يغادروا الأراضي البولندية متجهين إلى الغرب والجنوب.
هزم بايدار وكادان الجيش البولندي في 13 فبراير بقيادة أمير كراكوف في معركة تورسكو، وفي 18 مارس هزموا جيشًا بولنديًا آخر يتألف من وحدات عسكرية من كراكوف وساندومش في معركة شميلنيك. دب الذعر والفوضى في الأراضي البولندية، وهجِّر مواطنو كراكوف التي استولى عليها المغول وأحرقوها في 24 مارس. وفي تلك الأثناء جمع واحد من أقوى دوقات بولندا ودوق سيليزيا هنري الثاني قواته وحلفائه في محاولة منه للتصدي للمغول، ومن أجل جمع المزيد من القوات ضحَّى بواحدة من أكبر مدن سيليزيا - فروتسواف - وتركها للمغول. كان هنري ينتظر أيضًا انضمام صهره فينسيسلاوس الأول ملك بوهيميا، الذي كان يخطط أن يأتي لمساعدته على رأس جيش كبير. عندما كان الجيش المغول يحاول إطباق الحصار على فروتسواف تلقى بيدار وكادان تقارير تفيد بأن البوهيميين يتقدمون باتجاههم على رأس جيش كبير، فترك المغول فروتسواف ولم ينهوا الحصار، من أجل اعتراض قوات هنري قبل أن تتمكن الجيوش الأوروبية من الالتحاق به. التقى المغول مع هنري بالقرب من لغنيتسا في ما سُيعرف لاحقًا بفالشتات. كان مع هنري بالإضافة لقواته الخاصة بالإضافة إلى قواته الخاصة الدوق ميوسكو الثاني البدين، بالإضافة إلى فلول الجيوش البولندية التي هُزمت على يد المغول سابقًا في تورسك وشميلنيك، وعدد من الجنرالات والمتطوعين الأجانب.
وقعت معركة لغنيتسا الحاسمة في 9 أبريل. كان سلاح الفرسان البولندي متوفقًا وقادرًا على اختراق صفوف المغول، ما دفع هنري إلى أمر فرسانه بمطاردة الجيش المغولي، لكن هذا التراجع كان خطة مغولية تهدف لفصل الفرسان البولنديين عن المشاة الداعمة لهم، واستخدم المغول دخانًا كثيفًا للتشويش وفصل القوات عن بعضها أيضًا، وبمجرد القضاء على الفرسان البولنديين والألمان أصبح ما تبقى من الجيش البولندي ضعيفًا ومحاصرًا. ادعى المؤرخ البولندي يان دوغوش أن المغول تسببوا في ارتباك ضمن القوات البولندية بصراخهم «الفرار» باللغة البولندية من خلال ستار الدخان. لم يسيطر المغول على قلعة لغنيتسا، ولكنهم استولوا على سيليزيا ونهبوها، قبل انتقالهم إلى المجر للالتحاق بالقوات المغولية الرئيسية هناك.

## ما بعد الكارثة
تجنب المغول الاشتباك مع القوات البوهيمية التي كانت بدورها خائفة من التقدم ومساعدة الهنغاريين، وهزمت الجيوش المغولية الهنغاريين في معركة موهي. لكن الأخبار التي أفادت بموت الخان الأعظم أوقطاي خان في العام السابق إلى جانب الخلافات بين الأمراء المنغوليين بوري وغويوك وباتو سبَّبت في عودة أحفاد الخان الأعظم إلى عاصمة المغول قراقورم من أجل انتخاب الكورولتاي للخان الأعظم الجديد، وربما أنقذ ذلك بولندا من الاجتياح المغولي لكامل أراضيها. أدت وفاة الدوق هنري الذي كان على وشك توحيد الأراضي البولندية إلى عرقلة توحيد بولندا، وفقدان سيليزيا التي أصبحت تدريجيًا جزءًا من التاج البوهيمي، حتى أعيد توحيد المملكتين لاحقًا في القرن الرابع عشر.

## الغزوات المغولية في وقت لاحق
حدثت غزوات مغولية أكبر لبولندا لاحقًا (1259-1260) و (1287-1288). ثار دانيال ملك غاليسيا ضد حكم المغول في عام 1254 أو عام 1255، وتمكن من صد هجوم مغولي بقيادة قورمسا نجل الجنرال أوردا. لكن المغول عادوا في عام 1259 بقيادة الجنرال الجديد بورونداي. هرب دانيال إلى بولندا تاركا ابنه وشقيقه تحت رحمة الجيش المغولي، أو ربما يكون قد اختبأ في قلعة غاليسيا. أراد المغول من خلال هذا الهجوم السيطرة على ثروات بولندا لتغطية احتياجات جيشهم الكبير. هاجم الليتوانيون بدورهم مدن سمولينسك وهددوا تورجوك التي تسيطر عليها القبيلة الذهبية، فأرسل المغول حملة عقابية إلى ليتوانيا، ويبدو أن الليتوانيين لم يقاوموا بكفاءة. في عام 1259 أي بعد 18 عامًا من الهجوم الأول على بولندا، هاجم فيلق مغولي (20 ألف رجل) من القبيلة الذهبية بقيادة بركة بعد أن اجتاح ليتوانيا، وبعد هذا الهجوم حاول البابا ألكسندر الرابع دون جدوى تنظيم حملة صليبية ضد التتار.[بحاجة لمصدر]